# ФСК ЄЕС
«Федеральна мережева компанія» (ПАТ «ФСК ЄЕС»)» — російська енергетична компанія, основним видом діяльності якої є передача електроенергії по Єдиній національній електричній мережі (ЕНЕС) Росії. У цьому виді діяльності компанія є суб'єктом природної монополії. Об'єкти електромережевого господарства компанії розташовані в 77 регіонах загальною площею 15,1 млн кв. км. Половина сукупного енергоспоживання Росії забезпечується за рахунок електроенергії, переданої мережами ПАТ «ФСК ЄЕС»
Повне найменування - Товариство з обмеженою відповідальністю «Федеральна мережева компанія Єдиної енергетичної системи». Є дочірнім залежним суспільством ВАТ «Россеті». Штаб-квартира - в Москві.